# Rosskastanien Marschnerstraße
Die Rosskastanien Marschnerstraße bilden eine als Naturdenkmal (ND 103) ausgewiesene Baumreihe in der Johannstadt (Gemarkung Altstadt II) in Dresden.

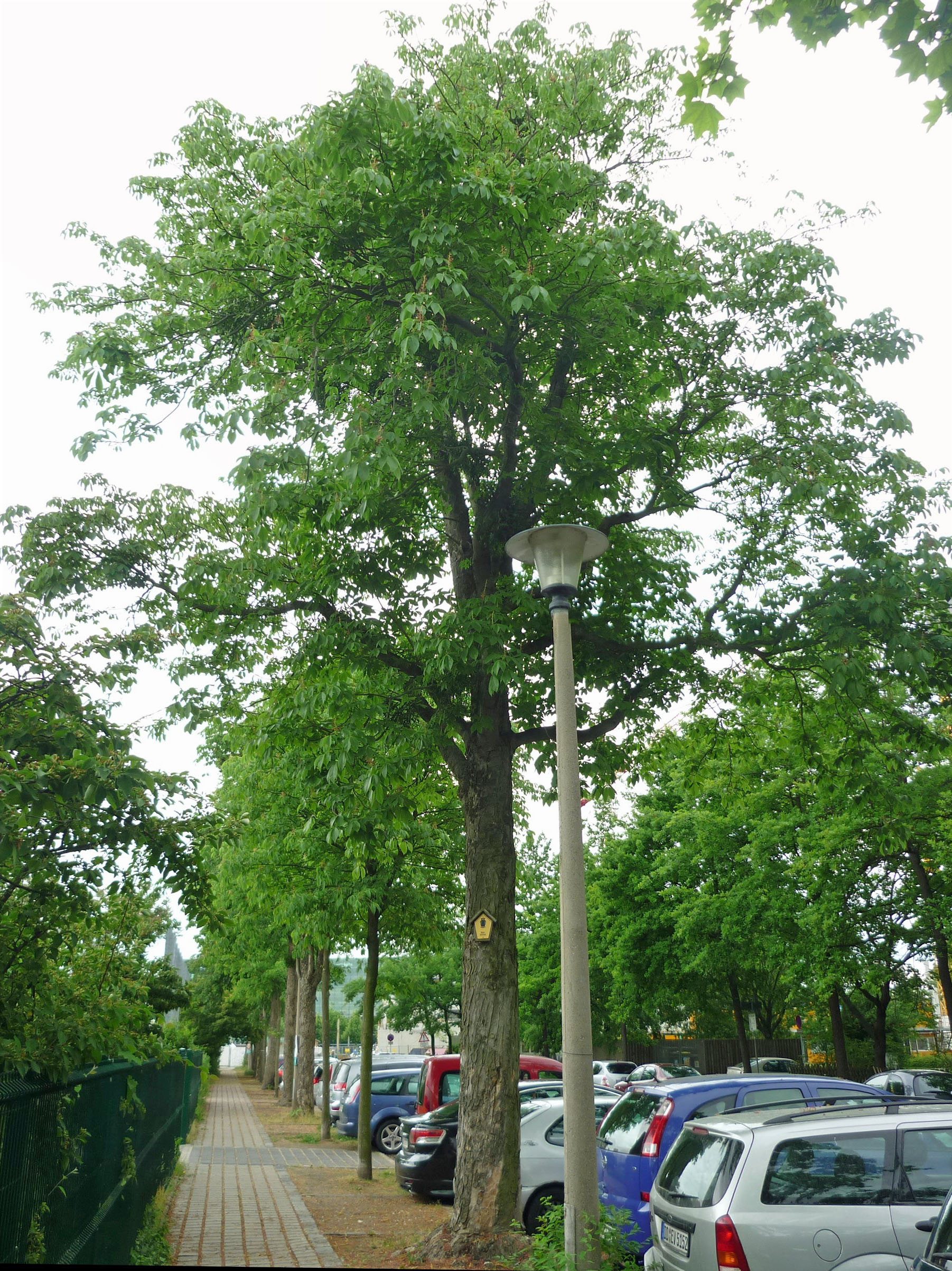
Blick in südlicher Richtung auf die Rosskastanien der Marschnerstraße

Bei den Altbäumen, die Höhen von etwa 18 Metern und Kronendurchmesser von etwa 10 Metern bei Stammumfängen von 1,20 bis 1,65 Metern erreicht haben, handelt es sich um die gelbblühende Appalachen-Rosskastanie (Aesculus flava), ergänzt um jüngere Exemplare der rotblühenden Echten Pavie (Aesculus pavia). Beide Arten sind in Nordamerika heimisch und anfällig für die in Dresden häufig vorkommenden Misteln.

## Geographie
Die Baumreihe steht im südlichen Teil der Marschnerstraße auf deren Ostseite, an der Rückseite des als StraßBURG vermarkteten Wohnblocks. Die Baumreihe auf der Westseite ist nicht Teil der Naturdenkmals. Die Straßenbäume grenzen den Gehweg von der Straße ab. Am südlichen Ende der Baumreihe, an der Kreuzung mit der Comeniusstraße, steht das zum Straßburger Platz zeigende Nahversorgungszentrum SP1.
In 200 bis 250 Meter Entfernung stehen die als Naturdenkmale geschützten Eichen Striesener Straße (nördlich) und Drei Eiben Blochmannstraße 2 (westlich).

## Schutzgegenstand

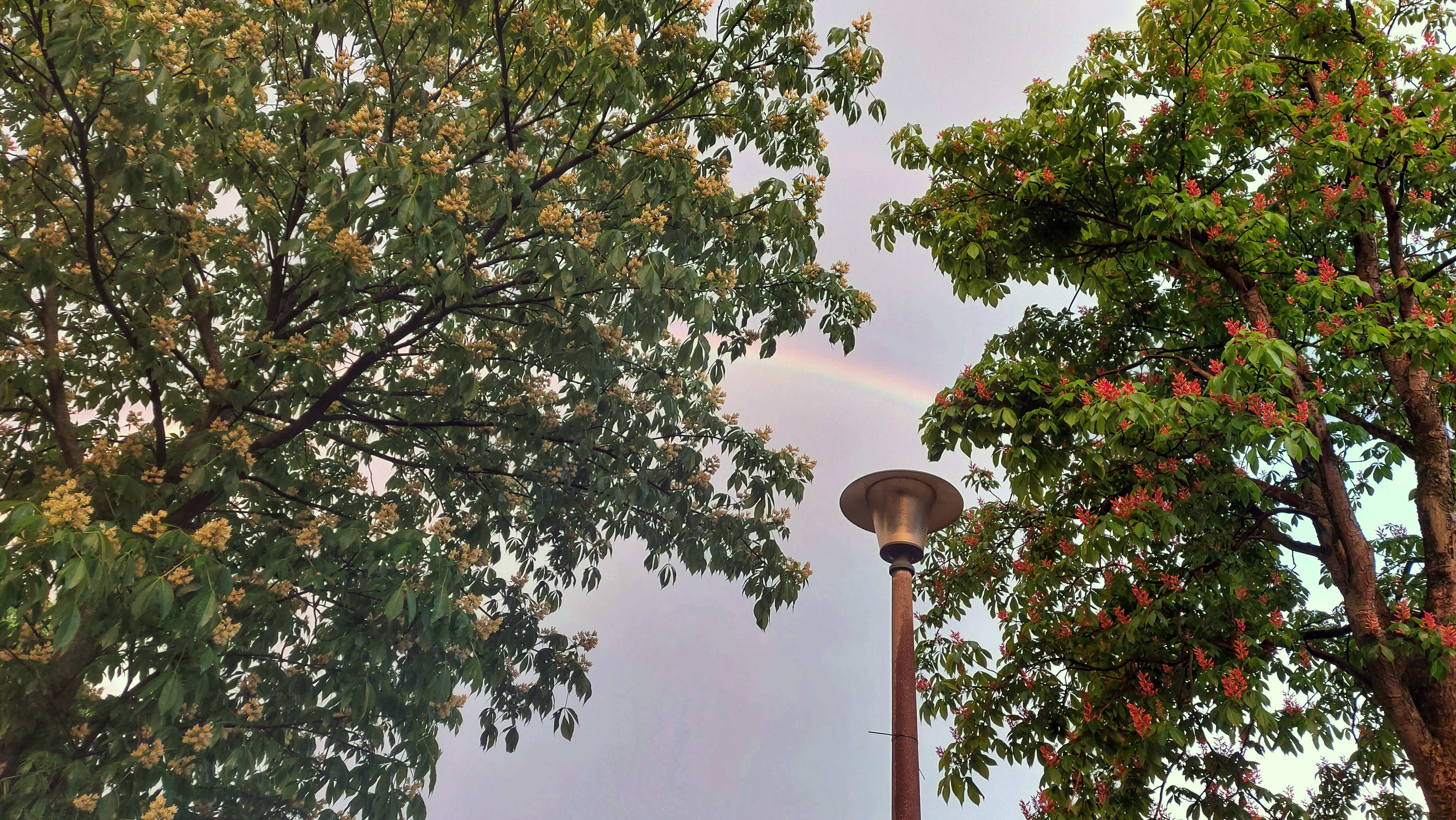
Gelb- und rotblühende Rosskastanien

Die Unterschutzstellung erfolgte am 10. Juni 1999 durch den Dresdner Stadtrat. Der Schutzstatus erstreckt sich auf die Wurzelbereiche der einzelnen Bäume, straßenseitig bis 3 Meter von der Bordsteinkante und fußwegseitig bis zur Kronentraufe zuzüglich 3 Metern.
Damit soll die Sicherung und Erhaltung der Baumreihe gewährleistet werden. Ausschlaggebend war deren Seltenheit in Deutschland, insbesondere die Einzigartigkeit des Straßenbaumbestandes mit diesen beiden Arten in Dresden. Viel häufiger als die Echte Pavie ist die Fleischrote Rosskastanie, eine Kreuzung mit der im 17. Jahrhundert aus Südosteuropa eingeführten Gemeinen Rosskastanie, die sich beispielsweise am Emerich-Ambros-Ufer finden lässt.
Zeitgleich mit den Rosskastanien an der Marschnerstraße stellte der Stadtrat die rosablühende Rosskastanien-Allee Blüherstraße unter Schutz. Bereits seit 1985 als Naturdenkmal geschützt ist die Fingerblättrige Rosskastanie im Volkspark Räcknitz.